# 會合日
會合日（或會合自轉週期或太陽日）是天體相對於恆星旋轉一次的週期，是太陽時的基礎。
會合日與恆星日不同，後者是相對於遙遠恒星的一次完整自轉，是恆星時的基礎。
在潮汐鎖定行星的情况下，同一側總是面向其母恆星，其會合日是無限的。  然而，它的恆星日等於它的軌道週期

## 地球
地球的會合日是指太陽連續通過同一條子午線（經度的一條線）所需的時間，而恒星日是指給定的遙遠恒星連續幾天經過一條子午線所需的時間。例如，在北半球，會合日可以被量測為太陽從一天的正南（即其最高的赤緯）移動到第二天的正南（或南半球的正北）所花費的時間。
對於地球來說，會合日不是恆定的，並且由於地球繞太陽軌道的離心率和地球的軸向傾斜而在一年中發生變化。最長和最短的會合日持續時間相差約51秒。 然而，平均長度為24小時（波動約為毫秒），是太陽日的基礎。「平均」和「視」太陽時之間的區別是均時差，這也可以在地球的八字形中看到。
在一年中，從地球上看太陽，它似乎在看似固定恆星的天球背景上，沿著與地球軌道的假想路徑共平面的黃道緩慢漂移。每一個會合日，這種漸變運動向東移略小於1°（每365.25天360°），其運動被稱為順行。
某些太空船的軌道，太陽同步軌道的軌道週期是一個會合日的一小部分。 結合節點進動，這使它們始終能够在同一平太陽時經過地球表面的同一位置。

## 月球
由於與地球的潮汐鎖定，月球的會合日（月球日或會合自轉期）與其與地球和太陽的會合週期（月相的週期，會合月球月，即農曆的月份）相同。

## 金星
由於金星的自轉速度較慢，其117個地球日的會合自轉週期大約是其恆星自轉週期（恆星日）甚至軌道週期長度的一半。

## 水星
由於水星自轉速度慢，繞太陽軌道快，其176地球日的會合自轉週期是恆星自轉週期（恆星日）的三倍，是軌道週期的兩倍。